# Androcharta leechi
Androcharta leechi là một loài bướm đêm thuộc phân họ Arctiinae, họ Erebidae.